# Eva-Maria ten Elsen
Eva-Maria ten Elsen (Altenburg, 14 settembre 1937) è un'ex nuotatrice tedesca, vincitrice della medaglia di bronzo nella gara dei 200 metri rana alle Olimpiadi di Melbourne 1956, in rappresentanza della Squadra Unificata Tedesca. Non riuscì a qualificarsi per le Olimpiadi del 1960 e nel 1961 si ritirò dal nuoto.

## Carriera
Dopo essersi laureata nel 1966 presso l'Università tedesca di educazione fisica (DHfK) a Lipsia, ha lavorato per diversi anni come istruttrice di nuoto.
Dal 1971 al 1990 è stata assunta dalla società di articoli sportivi Expovita.
Dopo l'unificazione tedesca ha lavorato nel settore immobiliare e delle assicurazioni sanitarie pubbliche.